# Pommereuil
Le Pommereuil redirige ici.
Le Pommereuil ou Pommereuil est une commune française située dans le département du Nord, en région Hauts-de-France.
« Pommereuil » est le nom officiel de la commune selon le code officiel géographique de l'Insee, bien que « Le Pommereuil », synonyme de « pommeraie », soit la forme la plus utilisée localement. On dit toujours : J'habite au Pommereuil et non ... à Pommereuil et on parle des habitants du Pommereuil. Le site de la mairie s'intitule « Site de la mairie de Le Pommereuil ».
Cette petite commune rurale, longtemps dépendante de la ville voisine du Cateau-Cambrésis, est à la jonction de deux terroirs différents : le Cambrésis, terre d'openfield et de grande culture, et l'Avesnois bocager et forestier. Appartenant au premier administrativement et historiquement, elle se rattache aux paysages du second par sa proximité avec le Bois-l'Évêque (forêt domaniale de Bois-l'Évêque appelée également Bois du Pommereuil) et son inclusion dans le parc naturel régional de l'Avesnois.
Les habitants sont appelés les Pommereullois. Le nom jeté des habitants du Pommereuil est les Coucous ou, moins connu, les Planteux de perches.

## Géographie

### Localisation
Le village du Pommereuil est situé dans la région Nord-Pas-de-Calais, le département du Nord et l'arrondissement de Cambrai, à environ 4 km au nord-est du Cateau-Cambrésis, 24 km d'Avesnes-sur-Helpe, 26 km de Cambrai et 28 km de Valenciennes, à vol d'oiseau.
Le Pommereuil est dans le périmètre du parc naturel régional de l'Avesnois, sur sa bordure ouest. La lisière ouest de la forêt domaniale de Bois-l'Évêque est contigüe à la limite du territoire communal et aux dernières maisons du village.
|                     | Forest-en-Cambrésis |     |
| Le Cateau-Cambrésis | Pommereuil          | Ors |
|                     | Bazuel              |     |

### Géologie et relief

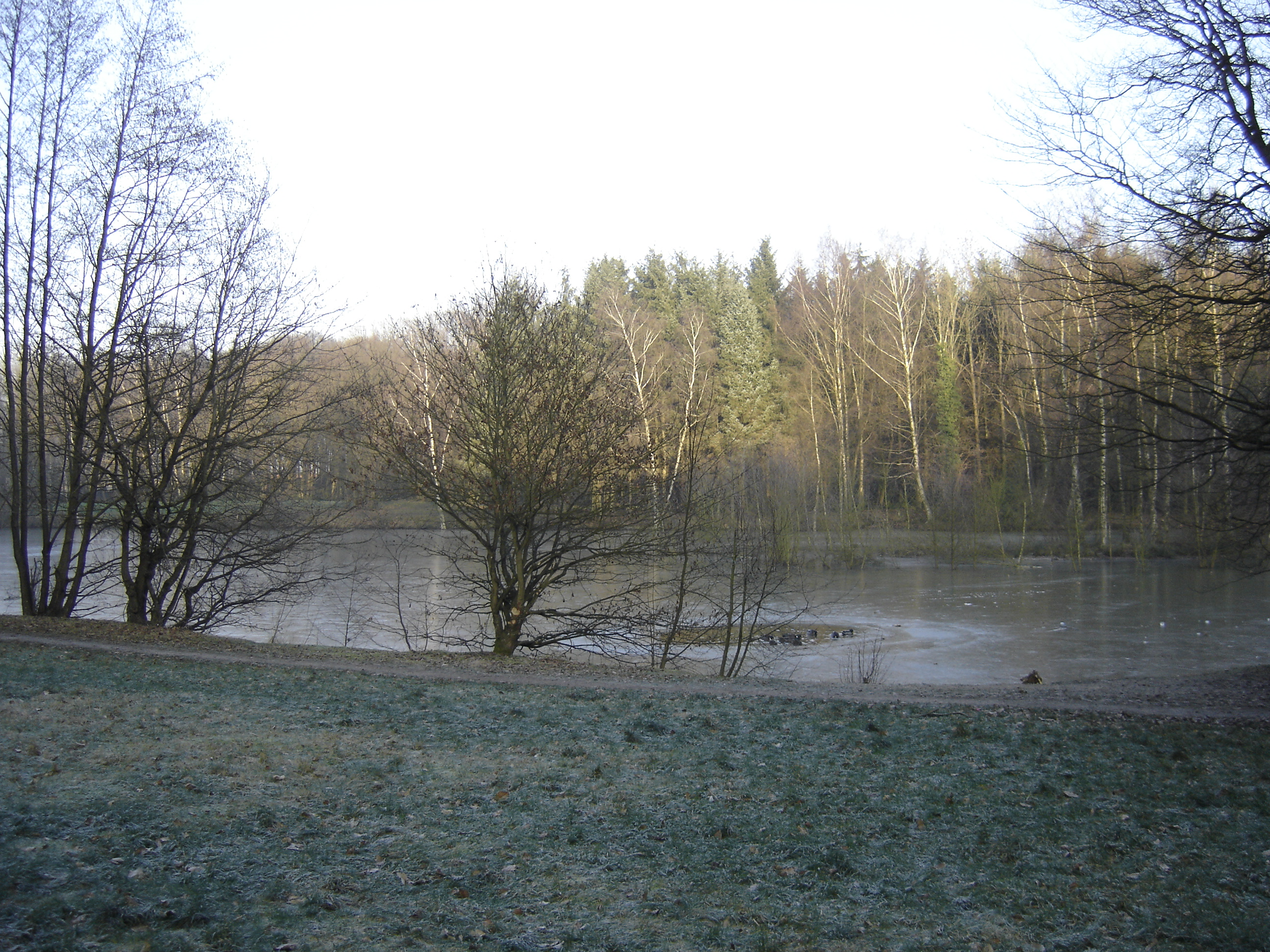
L'étang du Flaquet dans le Bois-l'Évêque en hiver

Plan du Pommereuil

Le village du Pommereuil est situé à la jonction de deux régions naturelles : le Cambrésis, terre de champ ouvert (ou openfield) et de culture intensive, auquel il appartient administrativement, et l'Avesnois, pays de bocage, de forêts et d'élevage. Le sous-sol est fait de couches de calcaire du crétacé. Le village s'est construit à une altitude de 150 m environ, sur une pente couronnée par le Bois-l'Évêque et délimitée, au nord et à l'est, par des ruisseaux affluents de la Selle.

### Hydrographie

#### Réseau hydrographique
La commune est située dans le bassin Artois-Picardie. Elle est drainée par le ruisseau de Richemont et le ruisseau du Cambrésis,,.
Le ruisseau de Richemont s'écoule en contrebas du village vers le nord-ouest et forme la limite occidentale du finage avec celui du Cateau-Cambrésis. Il rejoint la Selle, affluent de rive droite de l'Escaut, à Montay, d'une longueur de 10 km, prend sa source dans la commune de Bazuel et se jette  dans la Selle à Montay, après avoir traversé cinq communes. 
Le ruisseau du Cambrésis (ou « riot du Cambrésis ») prend sa source dans le Bois-l'Évêque et s'écoule en direction sud-ouest, formant la limite nord de la commune avec celle de Forest-en-Cambrésis, pour rejoindre le ruisseau de Richemont en amont de Montay.

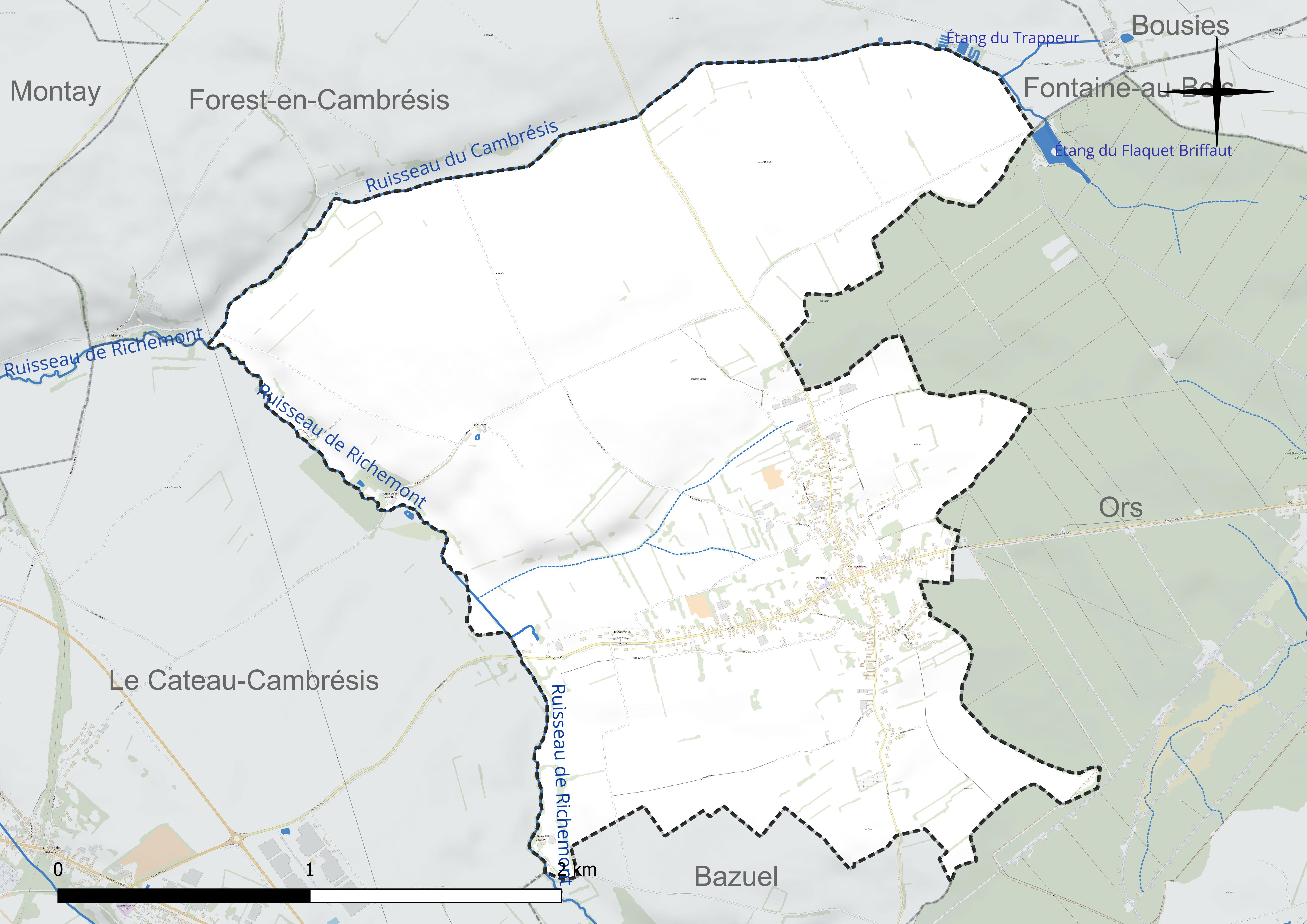
Réseau hydrographique de Pommereuil.

#### Gestion et qualité des eaux
Le territoire communal est couvert par le schéma d'aménagement et de gestion des eaux (SAGE) « Escaut ». Ce document de planification concerne un territoire de 2 005 km2 de superficie, délimité par le bassin versant de l'Escaut. Le périmètre a été arrêté le 9 juin 2006 et le SAGE proprement dit a été approuvé le 13 juillet 2021. La structure porteuse de l'élaboration et de la mise en œuvre est le syndicat mixte Escaut et Affluents (SyMEA). 
La qualité des cours d'eau peut être consultée sur un site dédié géré par les agences de l'eau et l'Agence française pour la biodiversité. 

### Climat
Pour des articles plus généraux, voir Climat des Hauts-de-France et Climat du Nord.
En 2010, le climat de la commune est de type climat océanique dégradé des plaines du Centre et du Nord, selon une étude du CNRS s'appuyant sur une série de données couvrant la période 1971-2000. En 2020, Météo-France publie une typologie des climats de la France métropolitaine dans laquelle la commune est exposée à un climat océanique altéré et est dans la région climatique  Nord-est du bassin Parisien, caractérisée par un ensoleillement médiocre, une pluviométrie moyenne régulièrement répartie au cours de l'année et un hiver froid (3 °C). 
Pour la période 1971-2000, la température annuelle moyenne est de 10 °C, avec une amplitude thermique annuelle de 14,8 °C. Le cumul annuel moyen de précipitations est de 805 mm, avec 12,2 jours de précipitations en janvier et 9,5 jours en juillet. Pour la période 1991-2020, la température moyenne annuelle observée sur la station météorologique la plus proche, située sur la commune de Saint-Hilaire-sur-Helpe à 22 km à vol d'oiseau, est de 10,5 °C et le cumul annuel moyen de précipitations est de 802,4 mm,. Pour l'avenir, les paramètres climatiques de la commune estimés pour 2050 selon différents scénarios d'émission de gaz à effet de serre sont consultables sur un site dédié publié par Météo-France en novembre 2022.

### Voies de communication et transports
Le Pommereuil est située au croisement des routes départementales no 959 (ex-route nationale 359), qui relie Le Cateau-Cambrésis à Maubeuge via Landrecies et Aulnoye-Aymeries, et no 86 de Forest-en-Cambrésis à Mazinghien.
La commune est desservie par la ligne 337 du Cateau-Cambrésis à Mazinghien du réseau Arc en Ciel 3, groupement composé de six entreprises de transport locales. Quatre arrêts se trouvent sur le territoire de la commune (Rue du Cateau, École, Place des Combattants, St-André).
La gare SNCF la plus proche est celle du Cateau-Cambrésis.

## Urbanisme

### Typologie
Au 1er janvier 2024, Pommereuil est catégorisée commune rurale à habitat dispersé, selon la nouvelle grille communale de densité à sept niveaux définie par l'Insee en 2022.
Elle est située hors unité urbaine. Par ailleurs la commune fait partie de l'aire d'attraction du Cateau-Cambrésis, dont elle est une commune de la couronne,. Cette aire, qui regroupe 11 communes, est catégorisée dans les aires de moins de 50 000 habitants,.

### Occupation des sols
L'occupation des sols de la commune, telle qu'elle ressort de la base de données européenne d'occupation biophysique des sols Corine Land Cover (CLC), est marquée par l'importance des territoires agricoles (88,5 % en 2018), en diminution par rapport à 1990 (90,3 %). La répartition détaillée en 2018 est la suivante : 
prairies (48,4 %), terres arables (40,1 %), zones urbanisées (11,3 %), forêts (0,2 %). L'évolution de l'occupation des sols de la commune et de ses infrastructures peut être observée sur les différentes représentations cartographiques du territoire : la carte de Cassini (XVIIIe siècle), la carte d'état-major (1820-1866) et les cartes ou photos aériennes de l'IGN pour la période actuelle (1950 à aujourd'hui).

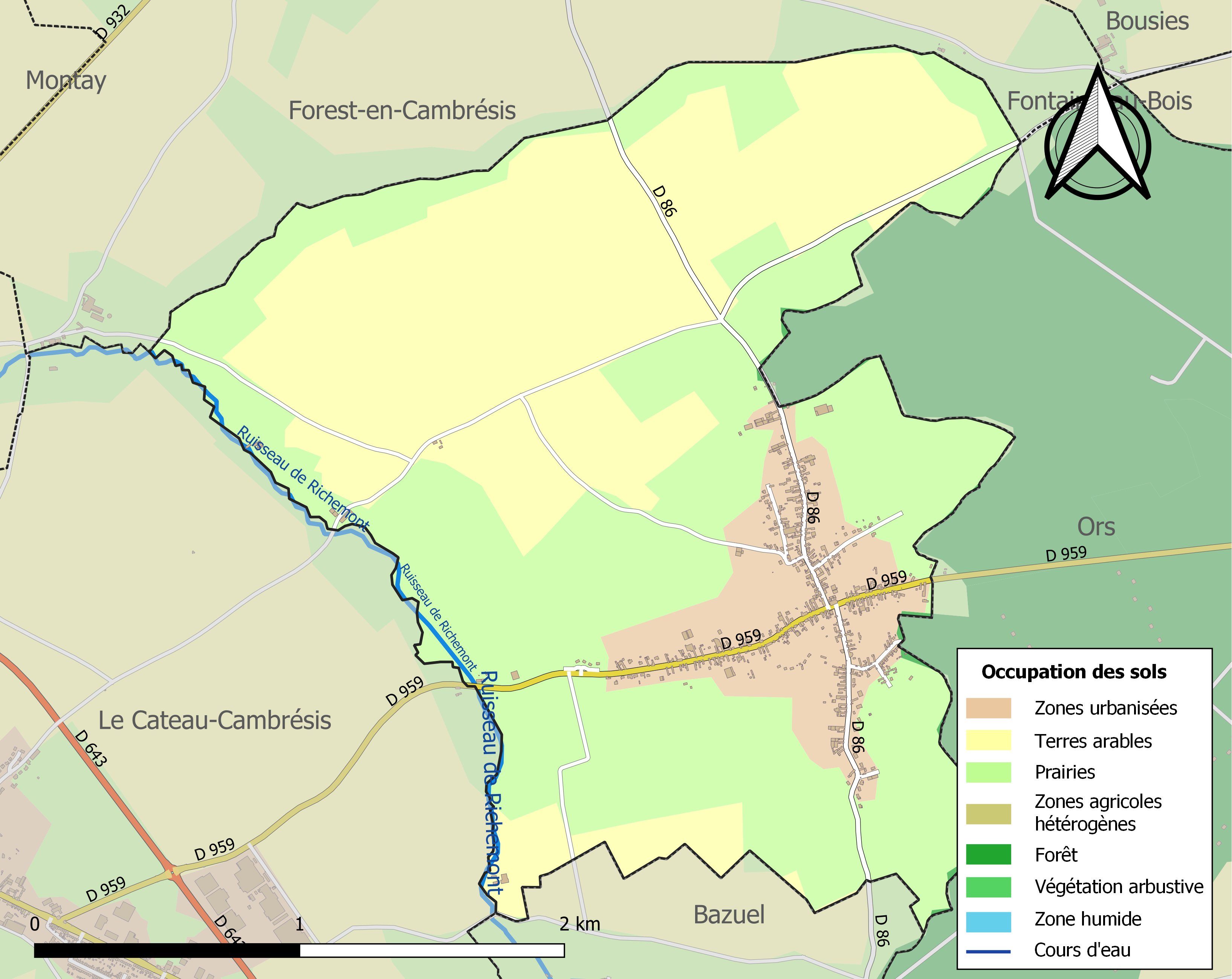
Carte des infrastructures et de l'occupation des sols de la commune en 2018 (CLC).

## Logement
En 2008, Le Pommereuil comptait 275 résidences principales, auxquelles s'ajoutaient 16 logements vacants, soit 5,4 % du total, et cinq résidences secondaires. Les maisons représentaient 100 % de l'ensemble des logements, pourcentage égal à celui du recensement de 1999 et très nettement supérieur à celui observé dans le département du Nord (68,6 %).
La part de résidences principales datant d'avant 1949 s'élevait à 60,8 %. Pour les constructions plus récentes, 20,9 % des logements dataient d'entre 1949 et 1974 et 18,4 % d'après 1975

## Toponymie
Le village tire vraisemblablement son nom du latin pomarolium qui signifie verger planté de pommiers. Un « pommereuil » est une pommeraie, un lieu planté de pommiers, selon le Dictionnaire étymologique de la langue française de Jean-Baptiste-Bonaventure de Roquefort. Sur la carte de Cassini, le village apparaît sous le nom de « Pomereul ».

## Histoire
Pendant la période antique, le territoire était peuplé par les Nerviens, dont les chefs-lieux, sous l'administration romaine, furent Bavay puis Cambrai.
Au Moyen Âge, le village de Wasvillers, mentionné pour la première fois en 852 et terre de « franc alleu », c'est-à-dire libre de droits féodaux, se trouvait entre Le Pommereuil, Montay et Forest-en-Cambrésis. Détruit par un ouragan en 1606, il prit le nom de Hurtevent, avant de disparaître complètement. Le chemin d'Urtevent est une des rues du Pommereuil. Le nom « Hurtevent » figure sur la carte de Cassini et « Hurlevent » figure encore sur les cartes de l'Institut géographique national, au nord-ouest du village.
Jusqu'au  XVIIe siècle, Le Pommereuil n'était qu'un hameau dépendant du Cateau-Cambrésis, ville fondée en 1001 par l'évêque de Cambrai. Ce n'est qu'en 1716 que la paroisse Saint-Michel fut fondée, bien que l'église ait été construite antérieurement, vers 1620. La paroisse, agrandie du territoire de Waswiller, devint une commune rattachée au district de Cambrai en 1790.

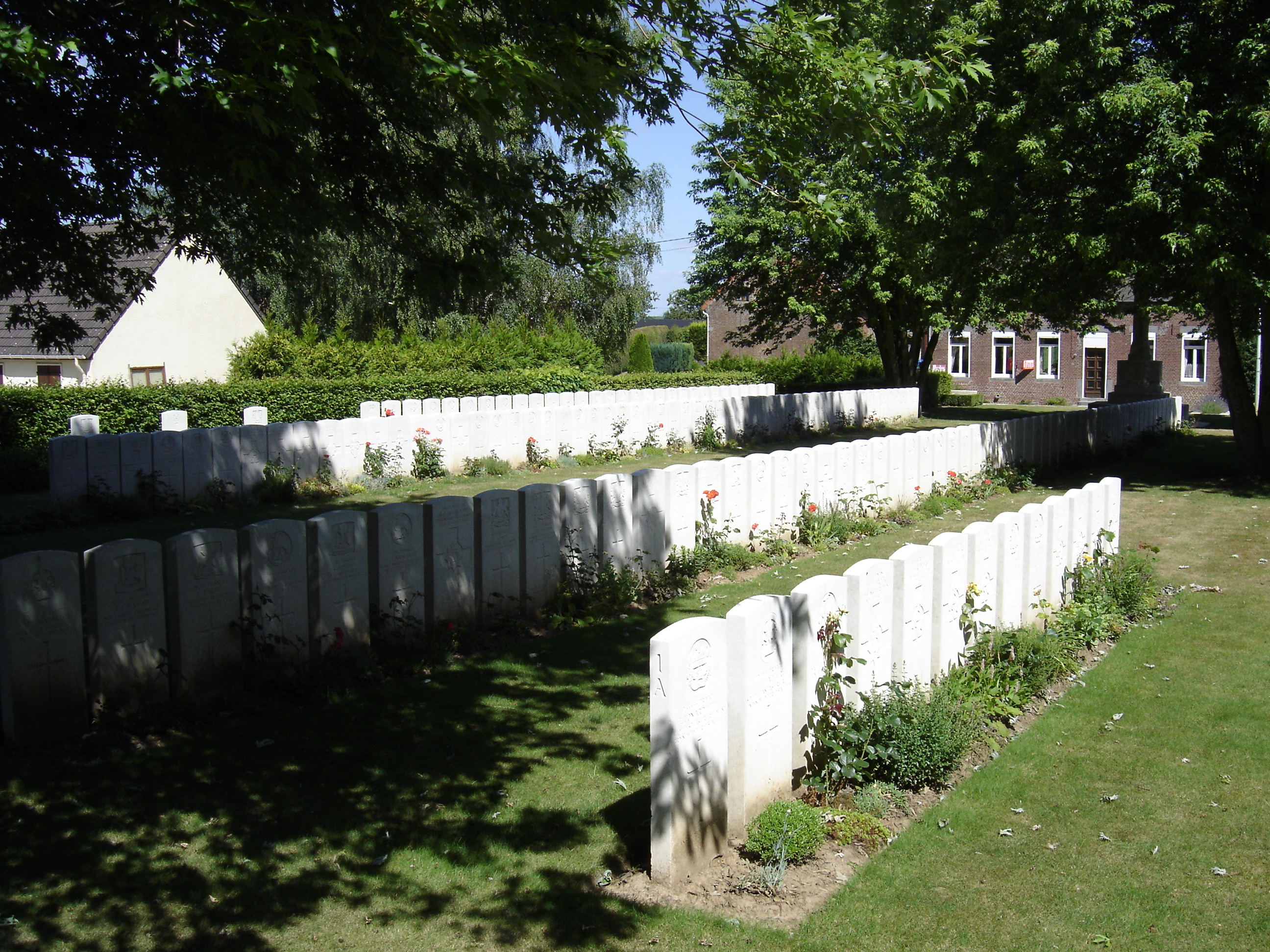
Cimetière britannique du Pommereuil

Le 26 août 1914, au début de la Première Guerre mondiale, le village se trouva au centre de la bataille du Cateau, qui permit au Corps Expéditionnaire Britannique, malgré des pertes importantes, de faire retraite vers Saint-Quentin et Paris. À la fin de la guerre, les Allemands, chassés de la ligne Hindenburg après la deuxième bataille de Cambrai du 8 au 10 octobre 1918, prirent une nouvelle position défensive sur la Selle. La bataille de la Selle, lancée par les Britanniques le 17 octobre 1918, avait pour but de les en repousser. De violents combats eurent lieu au Pommereuil les 23 et 24 octobre.
Le village et la forêt environnante, le Bois-l'Évêque, furent très endommagés le 24 juin 1967 par une tornade qui s'arrêta dans la forêt de Mormal de type EF4 (échelle de Fujita améliorée) de 2 500 m de large, qui a fait dans la région 7 morts, 61 blessés, a détruit 600 maisons et arraché 16 800 pommiers, occasionnant 130 millions de francs de dégâts. Au Pommereuil, 234 des 238 maisons du village ont été endommagées. De nombreux bâtiments furent alors endommagés et la ville porte encore des dégâts de cette catastrophe. 

## Politique et administration

### Administration municipale
La commune ayant entre 500 et 1 500 habitants le nombre de conseillers municipaux est de 15. Depuis 2008 le maire est Marc Dufrenne.
La commune appartenait jusqu'au 31 décembre 2011 à la Communauté de communes de Haute Sambre-Bois l'Évêque (CCHSBE) dont elle était le siège. Depuis le 1er janvier 2012 cette communauté a fusionné avec la Communauté de communes du Caudrésis-Catésis, qui est devenue en 2019 la Communauté d'agglomération du Caudrésis - Catésis.

### Liste des maires
Maire de 1802 à 1807 : Aug. Mortier,.
| Période                                  | Période  | Identité      | Étiquette | Qualité    |
| ---------------------------------------- | -------- | ------------- | --------- | ---------- |
| mars 2001                                | mai 2020 | Marc Dufrenne | PS        |            |
| mai 2020                                 | En cours | Pascal Paquet |           | Agent SNCF |
| Les données manquantes sont à compléter. |          |               |           |            |

### Politique environnementale
La protection et la mise en valeur de l'environnement font partie des compétences optionnelles de la communauté de communes du Caudrésis-Catésis à laquelle Le Pommereuil appartient depuis le 1er janvier 2012.
Le territoire communal est en partie couvert par deux zones naturelles d'intérêt écologique, faunistique et floristique (ZNIEFF), un des éléments majeurs de la politique de protection de la nature et de prise en compte de l'environnent dans l'aménagement du territoire : une ZNIEFF de type 1 correspond aux vallées du riot du Cambrésis et du ruisseau de Richemont ; une autre couvre la lisière du Bois-l'Évêque ; enfin une ZNIEFF de type 2, qui couvre la forêt de Mormal et les zones bocagères associées, concerne la totalité du territoire communal,.
Le finage du Pommereuil est également entièrement inclus dans les limites du parc naturel régional de l'Avesnois. Par la nouvelle charte du parc datant du 3 septembre 2010, les collectivités du territoire s'engagent à mettre en œuvre un projet de développement durable du territoire.

### Jumelages
En janvier 2012, Le Pommereuil n'est jumelée avec aucune autre commune.

## Population et société

### Démographie

#### Évolution démographique
L'évolution du nombre d'habitants est connue à travers les recensements de la population effectués dans la commune depuis 1793. Pour les communes de moins de 10 000 habitants, une enquête de recensement portant sur toute la population est réalisée tous les cinq ans, les populations de référence des années intermédiaires étant quant à elles estimées par interpolation ou extrapolation. Pour la commune, le premier recensement exhaustif entrant dans le cadre du nouveau dispositif a été réalisé en 2008.

En 2022, la commune comptait 779 habitants, en évolution de +0,65 % par rapport à 2016 (Nord : +0,51 %, France hors Mayotte : +2,11 %).
| 1793 | 1800 | 1806 | 1821  | 1831  | 1836  | 1841  | 1846  | 1851  |
| ---- | ---- | ---- | ----- | ----- | ----- | ----- | ----- | ----- |
| 783  | 930  | 827  | 1 003 | 1 164 | 1 148 | 1 236 | 1 343 | 1 344 |

| 1856  | 1861  | 1866  | 1872  | 1876  | 1881  | 1886  | 1891  | 1896  |
| ----- | ----- | ----- | ----- | ----- | ----- | ----- | ----- | ----- |
| 1 523 | 1 551 | 1 570 | 1 509 | 1 507 | 1 329 | 1 361 | 1 301 | 1 259 |

| 1901  | 1906  | 1911  | 1921 | 1926 | 1931 | 1936 | 1946 | 1954 |
| ----- | ----- | ----- | ---- | ---- | ---- | ---- | ---- | ---- |
| 1 160 | 1 101 | 1 047 | 848  | 807  | 789  | 751  | 723  | 749  |

| 1962 | 1968 | 1975 | 1982 | 1990 | 1999 | 2006 | 2008 | 2013 |
| ---- | ---- | ---- | ---- | ---- | ---- | ---- | ---- | ---- |
| 730  | 701  | 756  | 707  | 752  | 717  | 742  | 749  | 782  |

| 2018 | 2022 | - | - | - | - | - | - | - |
| ---- | ---- | - | - | - | - | - | - | - |
| 765  | 779  | - | - | - | - | - | - | - |

#### Pyramide des âges
La population de la commune est relativement jeune.
En 2018, le taux de personnes d'un âge inférieur à 30 ans s'élève à 38,3 %, soit en dessous de la moyenne départementale (39,5 %). À l'inverse, le taux de personnes d'âge supérieur à 60 ans est de 22,6 % la même année, alors qu'il est de 22,5 % au niveau départemental.
En 2018, la commune comptait 384 hommes pour 381 femmes, soit un taux de 50,2 % d'hommes, légèrement supérieur au taux départemental (48,23 %).
Les pyramides des âges de la commune et du département s'établissent comme suit.
| Hommes | Classe d’âge | Femmes |
| ------ | ------------ | ------ |
| 0,5    | 90 ou +      | 0,5    |
| 6,0    | 75-89 ans    | 6,0    |
| 15,9   | 60-74 ans    | 16,3   |
| 19,5   | 45-59 ans    | 19,7   |
| 18,8   | 30-44 ans    | 20,2   |
| 18,8   | 15-29 ans    | 18,4   |
| 20,6   | 0-14 ans     | 18,9   |

| Hommes | Classe d’âge | Femmes |
| ------ | ------------ | ------ |
| 0,5    | 90 ou +      | 1,4    |
| 5,3    | 75-89 ans    | 8,1    |
| 14,8   | 60-74 ans    | 16,2   |
| 19,1   | 45-59 ans    | 18,4   |
| 19,5   | 30-44 ans    | 18,7   |
| 20,7   | 15-29 ans    | 19,1   |
| 20,2   | 0-14 ans     | 18     |

### Enseignement
La commune dépend de l'académie de Lille, de l'inspection académique du Nord et de la circonscription de Cambrai-Le Cateau. Elle gère l'école élémentaire publique de la rue du Cateau (plateau scolaire Marcelle-Marquant).

### Santé
Il y a une infirmière au Pommereuil, mais ni médecin ni établissement de santé dans la commune. L'hôpital le plus proche est le Centre hospitalier du Cateau-Cambrésis.

### Cultes
Les Pommereuillois disposent d'un lieu de culte catholique : l'église Saint-Michel, rattachée à la paroisse Notre-Dame de la Fraternité du Cateau-Cambrésis, dans le diocèse de Cambrai.

### Sports
Il y a plusieurs sports pratiqués dans la commune : le football avec le club du « Football club de le Pommereuil » qui possède une équipe senior et des catégories de jeunes (U 17, U 15, U 13, U 11, U 9 et U6). L'équipe senior évolue en 4e division du District de l'Escaut en 2011-2012.
Il y a aussi de la gymnastique féminine, du tir à l'arc, du tennis de table, de la danse, de la pétanque et de l'acrogym.

## Économie

### Revenus de la population et fiscalité
En 2009, le revenu fiscal médian par ménage était de 15 475 €, ce qui plaçait Le Pommereuil au 25 234e rang  parmi les 31 604 communes de plus de 50 ménages en métropole.

### Emploi
Le Pommereuil se trouve dans le bassin d'emploi du Cambrésis. L'agence Pôle emploi pour la recherche d'emploi la plus proche est localisée au Cateau-Cambrésis.
En 2010, la population du Pommereuil se répartissait ainsi : 69 % d'actifs, ce qui est inférieur au 71,6 % d'actifs de la moyenne nationale et 10,7 % de retraités, un chiffre supérieur au taux national de 8,5 %. Le taux de chômage était de 10,7 % contre 11,3 % en 1999.

### Entreprises et commerces
Au 31 décembre 2009, Le Pommereuil comptait 30 établissements actifs.
Répartition des établissements par domaines d'activité au 1er janvier 2010
|                             | Ensemble | Agriculture | Industrie | Construction | Commerce | Services |
| --------------------------- | -------- | ----------- | --------- | ------------ | -------- | -------- |
| Nombre d'établissements     | 30       | 8           | 0         | 5            | 12       | 5        |
| %                           | 100 %    | 26,7 %      | 0 %       | 16,7 %       | 40,0 %   | 16,7 %   |
| Sources des données : INSEE |          |             |           |              |          |          |

## Culture locale et patrimoine

### Lieux et monuments

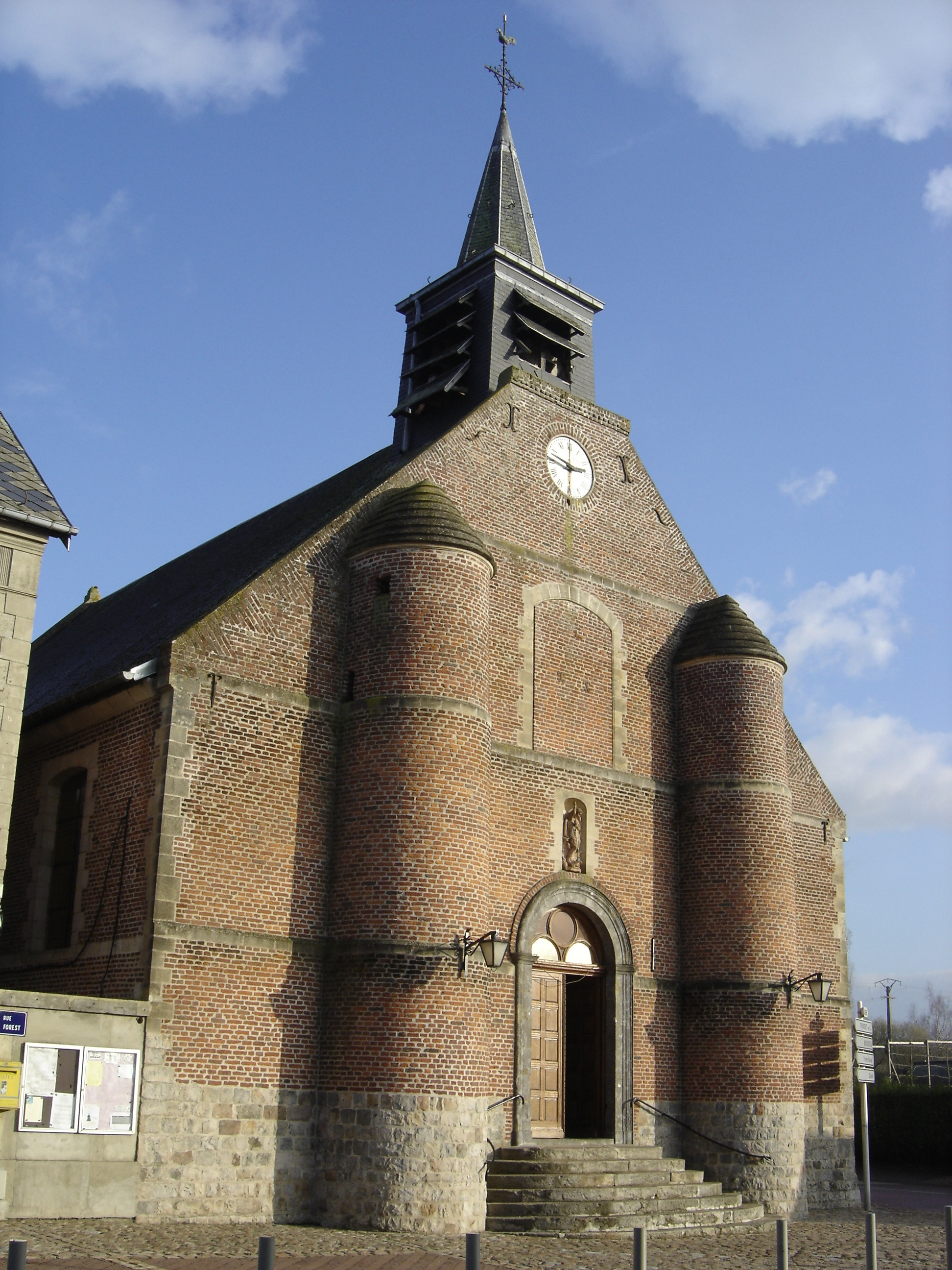
L'église Saint-Michel

L'église Saint-Michel fut construite entre 1620 et 1628 sous l'épiscopat de Mgr François Van Der Burch, archevêque de Cambrai. C'est l'une des plus belles églises fortifiées du Cambrésis, bâtie en grès et en briques et caractérisée par deux tourelles encadrant le clocher-porche. Les bas-côtés sont séparés de la nef par des colonnes de pierre bleue.
Le portail monumental de la ferme du Bois d'Evillers fut édifié à la fin du XIXe siècle avec les matériaux d'une ancienne porte de la ville de Landrecies. La ferme se trouve sur le site de Wasvillers.
Le Pommereuil British Cemetery est un cimetière militaire britannique géré par la Commonwealth War Graves Commission. Situé au sud de la route départementale 959, bordé par la départementale et la petite rue du Cateau, il fut établi par la 25th Division après les combats meurtriers des 23 et 24 octobre 1918 qui aboutirent à la capture du village.
Un mini musée de la Grande Guerre et de la Seconde Guerre mondiale se trouve face à l'église du Pommereuil.
Le « Sentier bocager de Pommereuil » a été créé par le conseil général du Nord : long de 4,5 km, il permet de découvrir en 1 h 30 de marche les paysages variés de la commune, du bocage et de la forêt.

### Personnalités liées à la commune
- Jean Risbourg (1913-1967) - Homme politique français, maire de Housset, de Sains-Richaumont, conseiller général, président du conseil général et député de l'Aisne, né au Pommereuil et mort à Housset.
- François Stanislas Cloëz (1817-1883) - Chimiste français, cofondateur de la Société chimique de France[55].

### Héraldique
| armes du Pommereuil | Les armes du Pommereuil se blasonnent ainsi : « D'argent à la croix ancrée de sable ». Les armoiries sont celles de la famille de Neufvilly |

## Pour approfondir